# Lumbrineris gracilis
Espèce
La cordelle, Lumbrineris gracilis, est une espèce de vers annélides polychètes marins de la famille des Lumbrineridae.